# Fred Hibbard
Fred Hibbard (né Fred Fischbach) est un réalisateur, scénariste, producteur et acteur américain d'origine roumaine né en 1894 à Bucarest (Roumanie), mort le 6 janvier 1925 à Los Angeles (Californie).

## Biographie
C'est sous son nom de naissance Fred Fischbach que Fred Hibbard commence sa carrière. En 1921, il est un des protagonistes principaux de l'affaire Roscoe Arbuckle à la suite de laquelle il prend le pseudonyme de Fred Hibbard à partir de 1922.

## Filmographie

### Comme acteur
- 1914 : Charlot rival d'amour (Those Love Pangs) de Charlie Chaplin : le fiancé de Vivian
- 1914 : Charlot et Mabel aux courses (Gentlemen of Nerve) de Charlie Chaplin : un spectateur
- 1914 : Le Roman comique de Charlot et Lolotte (Tillie's Punctured Romance) de Mack Sennett : un serveur
- 1917 : Roping Her Romeo

### Comme réalisateur
- 1916 : A Movie Star
- 1916 : His Auto Ruination
- 1916 : By Stork Delivery
- 1916 : His Bitter Pill
- 1916 : Ambrose's Cup of Woe
- 1916 : Madcap Ambrose
- 1916 : Vampire Ambrose
- 1916 : Ambrose's Rapid Rise
- 1916 : Safety First Ambrose
- 1917 : His Naughty Thought
- 1917 : Cactus Nell
- 1917 : Casimir et les Lions (Roping Her Romeo)
- 1917 : Casimir et la Formule secrète (An International Sneak)
- 1918 : Oui... mais Lui corsette mieux (Here Come the Girls)
- 1918 : Beware of Boarders
- 1919 : Money Talks
- 1919 : A Jungle Gentleman
- 1919 : A Village Venus
- 1919 : Chasing Her Future
- 1919 : African Lions and American Beauties
- 1919 : The Good Ship Rock 'n' Rye
- 1919 : Weak Hearts and Wild Lions
- 1920 : Naughty Lions and Wild Men
- 1920 : A Baby Doll Bandit
- 1920 : Over the Transom
- 1920 : Loose Lions and Fast Lovers
- 1920 : My Dog, Pal
- 1920 : A Lion's Alliance
- 1920 : Lion Paws and Lady Fingers
- 1920 : My Salomy Lions
- 1920 : A Movie Hero
- 1920 : Profiteering Blues
- 1920 : His Master's Breath
- 1920 : A Shotgun Wedding
- 1920 : A Fishy Story
- 1920 : Hot Dog
- 1921 : Fire Bugs
- 1921 : The Dog Doctor
- 1921 : A Bunch of Kisses
- 1921 : Playmates
- 1921 : Society Dogs
- 1921 : The Whizbang
- 1921 : Alfalfa Love
- 1921 : Golfing
- 1921 : Brownie's Little Venus
- 1921 : A Week Off
- 1921 : Tin Cans
- 1921 : Around Corners
- 1921 : A Muddy Bride
- 1921 : Teddy's Goat
- 1921 : Chums
- 1922 : The Straphanger
- 1922 : Circus Clowns
- 1922 : Horse Sense
- 1922 : Table Steaks
- 1922 : Mutts
- 1922 : Cheerful Credit
- 1922 : Red Hot Rivals
- 1922 : Horse Tears
- 1922 : Ten Seconds
- 1922 : Henpecked
- 1922 : Bath Day
- 1922 : Wedding Pumps
- 1922 : Crash
- 1922 : Hello, Judge
- 1922 : Once Over
- 1922 : Hurry Up
- 1923 : Ouch!
- 1923 : Tea N. Tea
- 1923 : Bumps
- 1923 : Dog Sense
- 1923 : Broke
- 1923 : Oh, Sister!
- 1923 : Family Troubles
- 1923 : The Dude
- 1923 : Traffic
- 1923 : Exit, Stranger
- 1923 : Small Change
- 1923 : Between Showers
- 1923 : Kinky
- 1923 : Tail Light
- 1923 : Wrecks
- 1923 : West Is West
- 1923 : His New Papa
- 1923 : Moving
- 1923 : The Limit
- 1923 : Heads Up
- 1923 : Un extraordinaire héritage (Uncle Sam)
- 1923 : Hang-On
- 1924 : My Friend
- 1924 : Neck and Neck
- 1924 : Wide Open
- 1924 : Killing Time
- 1924 : Going East
- 1924 : Air Pockets
- 1924 : Dizzy Daisy
- 1924 : Jonah Jones
- 1924 : Dirty Hands
- 1924 : Crushed
- 1924 : Watch Your Pep!
- 1925 : Hooked
- 1925 : Half a Hero

### Comme producteur
- 1922 : Crash
- 1922 : Once Over
- 1922 : Hurry Up
- 1923 : Ouch!
- 1923 : Tea N. Tea
- 1923 : Bumps
- 1923 : Dog Sense
- 1923 : Broke
- 1923 : Oh, Sister!
- 1923 : Family Troubles
- 1923 : The Dude
- 1923 : Traffic
- 1923 : Exit, Stranger
- 1923 : Small Change
- 1923 : Between Showers
- 1923 : Kinky
- 1923 : Tail Light
- 1923 : Wrecks
- 1923 : West Is West
- 1924 : Oh, Captain!
- 1924 : The Cave Inn
- 1924 : Bargain Day
- 1924 : Dusty Dollars
- 1924 : The Lunch Brigade
- 1924 : Head On
- 1924 : Turn About
- 1924 : Good News
- 1924 : Drenched
- 1924 : Don't Fail
- 1924 : Cheer Up
- 1924 : Desert Blues
- 1924 : No Fooling
- 1924 : Go Easy
- 1924 : Cut Loose
- 1924 : Watch Your Pep!
- 1925 : Have Mercy
- 1925 : The Mad Rush
- 1925 : Weak Knees
- 1925 : High Hopes
- 1925 : Have a Heart
- 1925 : Welcome Danger!
- 1925 : Merrymakers
- 1925 : Inside Out
- 1925 : Ship Shape
- 1925 : Rock Bottom
- 1925 : Fun's Fun
- 1925 : Wake Up

### Comme scénariste
- 1925 : Look Out
- 1920 : A Lion's Alliance
- 1921 : Playmates
- 1921 : Golfing
- 1921 : Brownie's Little Venus
- 1921 : A Muddy Bride
- 1921 : Teddy's Goat
- 1922 : The Straphanger